# Svedese standard
Lo svedese standard ('starndardsvenska') denota lo svedese parlato e scritto come lingua standard. Mentre lo svedese scritto è uniforme e standardizzato, quello parlato può variare sensibilmente da regione a regione.
Alcuni dialetti di prestigio si sono sviluppati nelle aree dei maggiori centri urbani di Stoccolma, Göteborg e Malmö-Lund.

## Rikssvenskaehögsvenska
In svedese, i termini rikssvenska "svedese reale" e högsvenska "svedese alto" sono usati rispettivamente in Svezia e Finlandia, particolarmente da non linguisti, ed entrambi i termini sono ambigui.
Rikssvenska ha assunto col tempo il significato dello svedese parlato in Svezia, opposto a quello parlato in Finlandia.
Per i parlanti di Svezia, comunque, questo termine designa lo svedese non dialettale. Non c'è comunque nessun accordo comune su come il rikssvenska dovrebbe suonare. Quello che appare come rikssvenska ad uno svedese, potrebbe apparire come dialettale ad un altro.
(Etimologicamente parlando, riks ha la stessa radice del tedesco Reich ed entrambi significano regno).
La TV nazionale svedese e le principali radio del paese hanno sede a Stoccolma, e i giornalisti e i conduttori televisivi sono tenuti a parlare preferibilmente rikssvenska; le trasmissioni televisive hanno quindi un'importante influenza sul concetto di rikssvenska.
Il significato di högsvenska (letteralmente "alto svedese") era ufficialmente lo stesso di "rikssvenska", in particolare il più prestigioso dialetto parlato nella capitale svedese. Durante il XX secolo il suo significato è cambiato per indicare i dialetti più prestigiosi dello svedese parlati in Finlandia, in particolare ad Helsinki.